# Wilfried Hinsch
Wilfried Hinsch (* 17. September 1956 in Hamburg) ist ein deutscher Philosoph und Hochschullehrer. Seine Arbeitsschwerpunkte sind die Politische Philosophie und Ethik. Er lehrt an der Universität zu Köln.

## Werdegang
Hinsch studierte von 1976 bis 1984 Philosophie in Hamburg mit den Nebenfächern Allgemeine Sprachwissenschaften und Neuere deutsche Literaturwissenschaft. Im Jahr 1984 erfolgte seine Promotion, nach der er noch von 1985 bis 1988 ein Post-Doc-Stipendium der Deutschen Forschungsgemeinschaft bekam und am St John’s College (Cambridge) und an der philosophischen Fakultät der Harvard University zu Besuch war.
Seine Habilitation in Philosophie erfolgte an der WWU Münster mit der Arbeit „Gerechtfertigte Ungleichheiten. Grundsätze sozialer Gerechtigkeit“. Es folgten eine Lehrstuhlvertretung für Praktische Philosophie in Leipzig im Wintersemester 1997/1998 und eine weitere im Sommersemester 1998 in Heidelberg. Ab 1998 hatte er seine erste Professur für Praktische Philosophie in Saarbrücken bis 2005, seit 2002 außerdem eine ständige Gastprofessur am Collège d’Europe in Brügge, Belgien. Von 2006 bis 2011 war er als Professor der Philosophie an der RWTH Aachen tätig.
Von 2006 bis 2012 war er Mitglied des deutschen Wissenschaftsrats. 2007 gründete er das „Human Technology Centre“ an der RWTH Aachen. Ab 2010 hatte er ein Jahr Forschungsstipendien am Max-Weber-Kolleg in Erfurt und am Forschungskolleg Humanwissenschaften in Bad Homburg inne. Seit 2011 ist er Professor an der Universität zu Köln. Er leitet dort das von ihr 2015 gegründete Wissenschaftsforum zu Köln und Essen, seit 2018 ist es eine gemeinsame Einrichtung der Universitäten Köln und Duisburg-Essen. Das Forum soll zu einer verbesserten Wissenschaftskommunikation innerhalb und außerhalb des Wissenschaftssystems beitragen.

## Veröffentlichungen (Auswahl)
- Zur Idee des politischen Liberalismus. Suhrkamp, Frankfurt am Main 1997, ISBN 3-518-28896-2.
- Gerechtfertigte Ungleichheiten. Grundsätze sozialer Gerechtigkeit. de Gruyter, Berlin/New York 2002, ISBN 3-11-017626-2. (chin. Übersetzung 2008, reprint 2012)
- mit Dieter Janssen: Menschenrechte militärisch schützen. Ein Plädoyer für humanitäre Interventionen. C. H. Beck, München 2006, ISBN 3-406-54099-6.
- Die Gerechte Gesellschaft: Eine philosophische Orientierung. Reclam, Stuttgart 2016, ISBN 978-3-15-011054-6.
- mit Peter Sprong: Die Moral des Krieges. Für einen aufgeklärten Pazifismus. . Piper, 2017, ISBN 978-3-492-05771-4.

## Aufsatzveröffentlichungen (Auswahl)
- Differences That Make a Difference: Computational Profiling and Fairness to Individuals. In: S. Voeneky, P. Kellmeyer, O. Mueller, W. Burgard (Hrsg.): The Cambridge Handbook of Responsible Artificial Intelligence: Interdisciplinary Perspectives. Cambridge University Press, Cambridge 2022, ISBN 978-1-00-920786-7, S. 229–251. doi:10.1017/9781009207898.019
- Expectation-Based Legitimacy. In: S. Voeneky, G. Neuman (Hrsg.): Human Rights, Democracy, and Legitimacy in a World of Disorder. Cambridge University Press, Cambridge 2018, ISBN 978-1-108-35570-4, S. 97–110. doi:10.1017/9781108355704.005
- Ideal Justice and Rational Dissent. A Critique of Amartya Sen’s The Idea of Justice. In: Analyse & Kritik. Band 33, Nr. 2, 2011, S. 371–386. doi:10.1515/auk-2011-0202.
- Justice, legitimacy, and constitutional rights. In: Critical Review of International Social and Political Philosophy. Band 13, Nr. 1, 2010, S. 39–54.
- Human Rights as Moral Claim Rights. In: Rex Martin, David A. Reidy (Hrsg.): Rawls's Law of Peoples. Blackwell, Oxford, UK 2006, S. 117–133.
- Global Distributive Justice. In: Metaphilosophy. Band 32, 2001, S. 58–78, doi:10.1111/1467-9973.00175